# Bartholomeus Spranger
Bartholomeus Spranger /névváltozatai: Bartholomaeus Spraneers; Bartholomeus Spraneers; Bartholomaeus Spranger/ (Antwerpen, 1546. március 21. — Prága, 1611. június 27.) flamand festő, metszetei révén a manierista stílust terjesztette Németalföldön.

## Életpályája
Jan Metsys, a francia Gillis Mostaert és Cornelis van Dalem voltak a mesterei, de ő inkább Frans Floris és Parmigianino művészetét követte. 1565-ben Párizson, Lyonon keresztül Milánóba, Parmába utazott, majd 1570-ben V. Piusz pápa udvari festője lett, a pápa és Farnese kardinális látta el megrendelésekkel. Alaposan megismerkedett az itáliai freskófestés technikájával. Ebben az időben Correggio, Tintoretto művei gyakoroltak rá mély benyomást.
1575-ben Bécsbe költözött, ahol II. Miksa császár szolgálatába állt. Ezen időtájra már kiforrott az ő Parmigianino művészetéből ihletet merítő nyugtalanító erotikus stílusa. Pár év múltán már II. Rudolf császár prágai udvarában dolgozott. II. Rudolf ez az alkímia, az asztrológia bűvöletében élő nyugtalan uralkodó az európai manierizmus legjelentősebb központját hozta létre Prágában. Spranger ebben a kulturális légkörben festette félig ruhátlan, nőalakos kompozícióit. Az érzékiséget kifejezte a nők magasságával, a gyöngyház díszítéssel, a meleg színekkel, alkalmazta a fanyar zöld, a türkiz és a karmin vörös különböző kontrasztjait.
1585-től Hendrik Goltzius rézmetsző Spranger olajfestményeiről számos metszetet készített, s ezt terjesztették Flandria-szerte. Így a manierista stílus és azon belül is Spranger hatása igen jelentékeny volt azon fiatal festőkre (Cornelis Cornelisz (1562-1638), Abraham Bloemaert (1564-1651), stb.), akiknek munkássága már a következő, 17. századba húzódott át. Kezdtek kialakulni a holland aranykor festészeti alapjai.
Portrékat, vallási témájú és mitológiai képeket festett, leginkább mitológiai képein tudta megjeleníteni fantáziadús manierista kompozícióit.

## Galéria

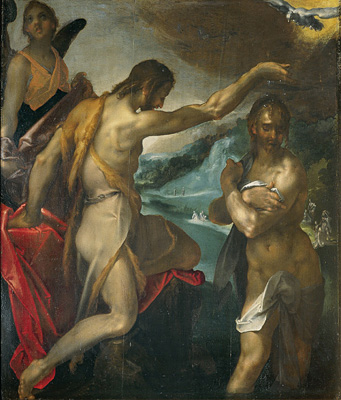
Krisztus megkeresztelése a Jordán folyóban (1603; Nemzeti Múzeum, Wrocław)
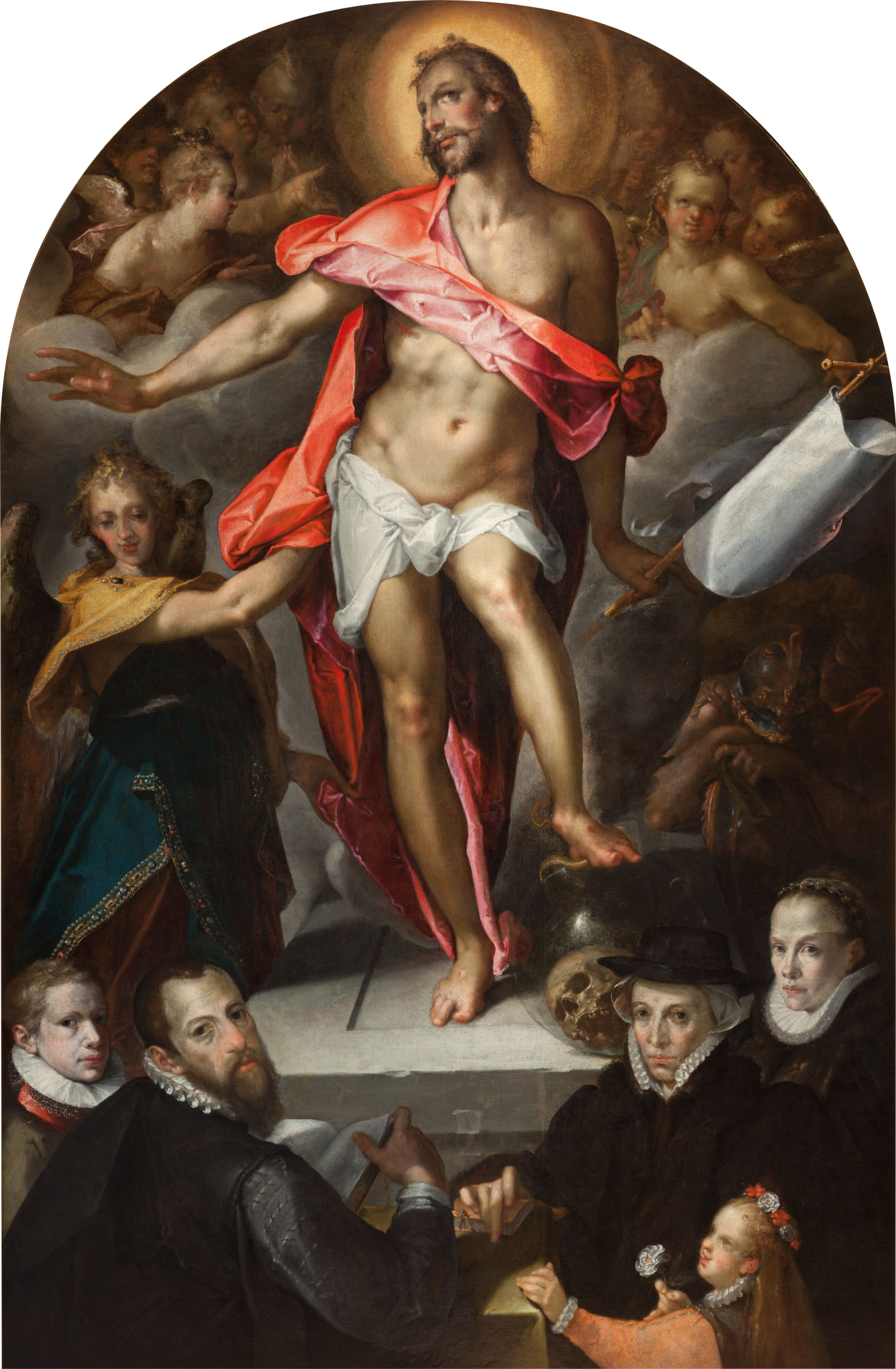
Prágai aranyműves, Nicolas Müller síremléke (1574, Nemzeti Galéria, Prága)
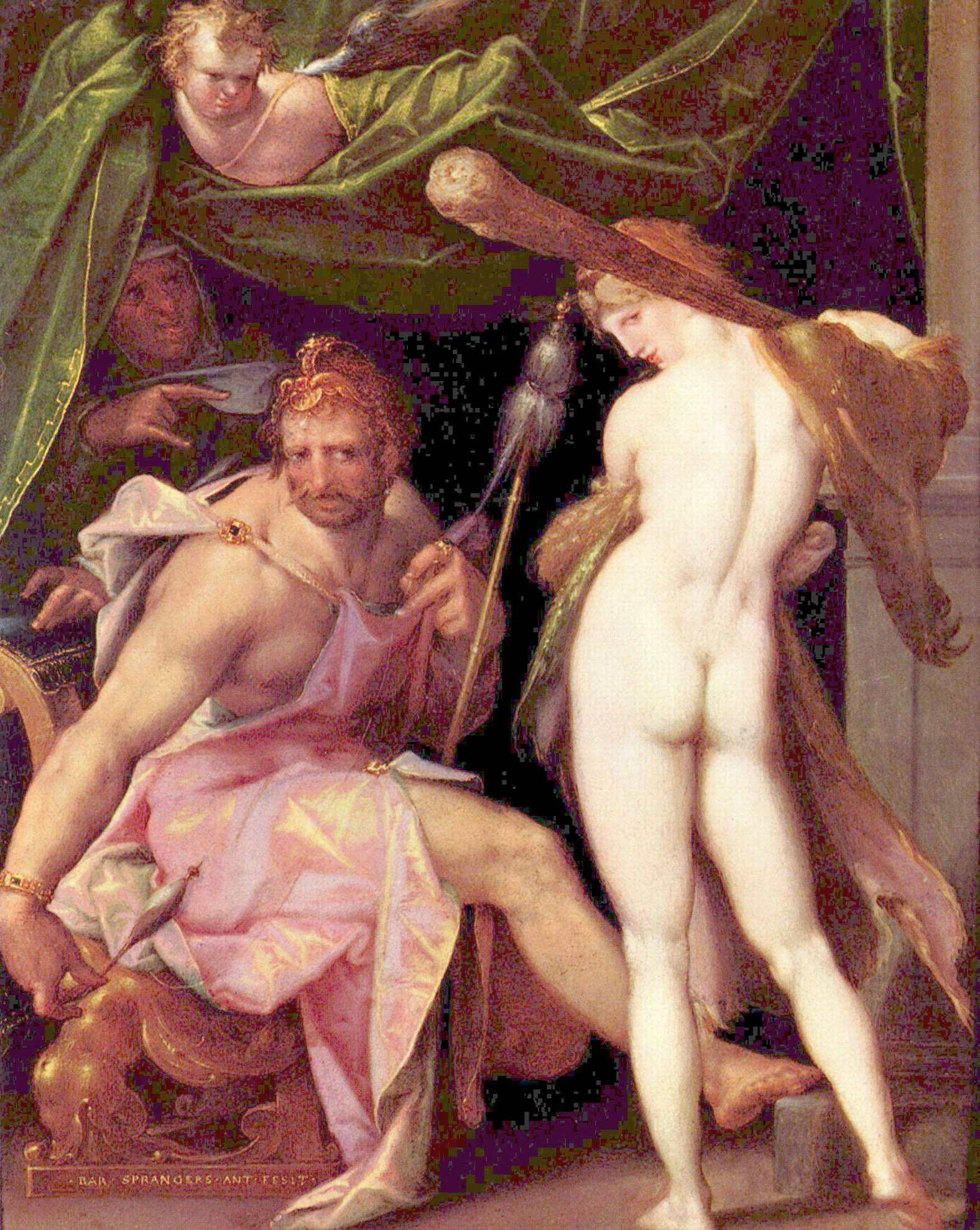
Herkules és Omphale (1585; Bécsi Szépművészeti Múzeum)
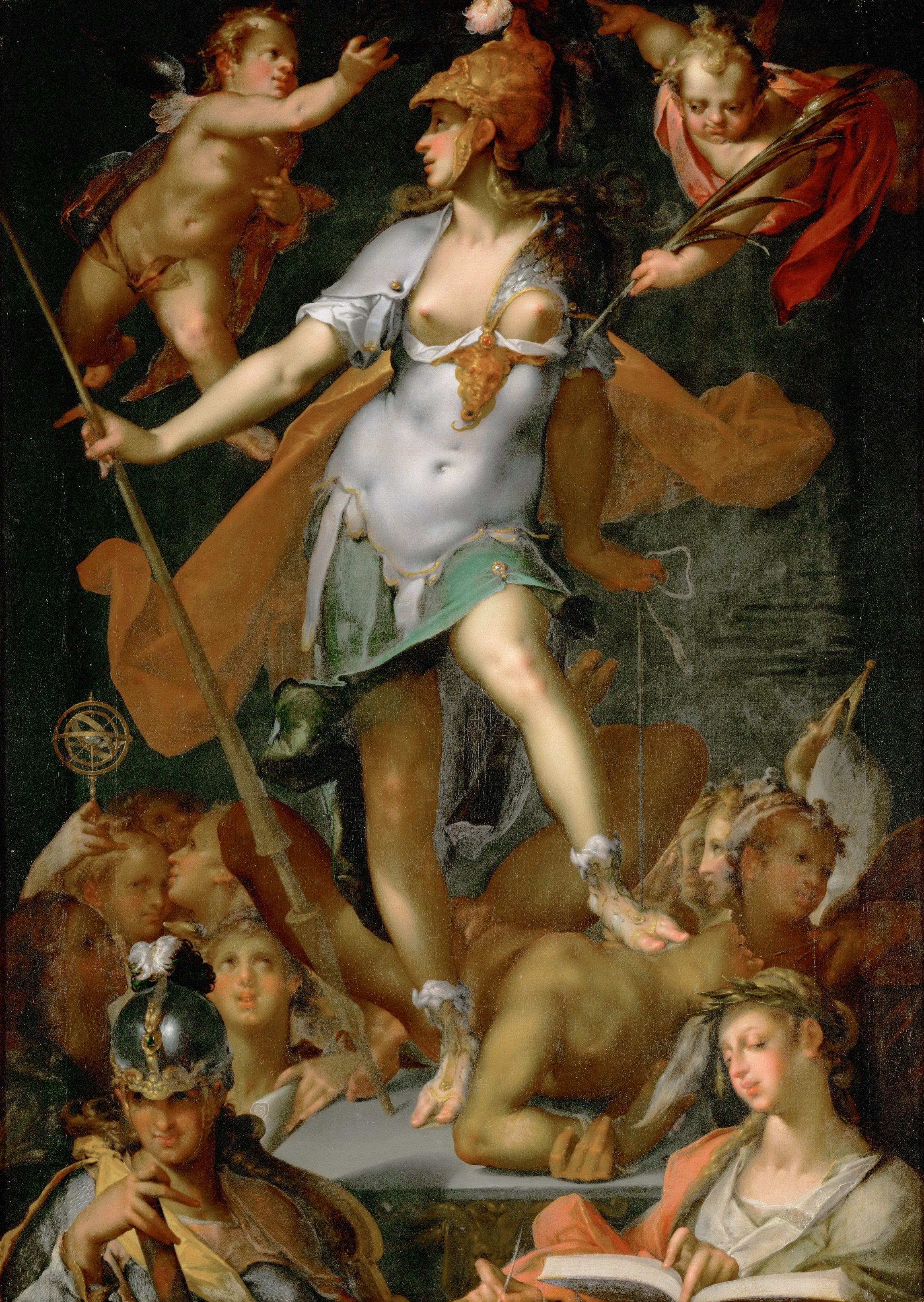
Minerva győzedelmeskedik a tudatlanságon (1591; Kunsthistorisches Museum, Gemäldegalerie, Bécs)
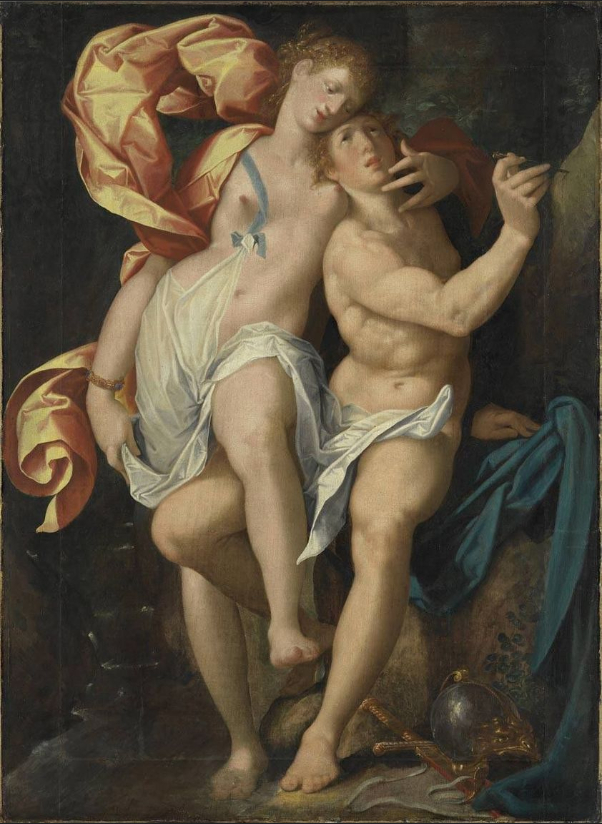
Angelica és Medor (1600 körül; Alte Pinakothek, München)